# Uda Tekison
Uda Tekison (japanisch 宇田 荻邨; geb. 30. Juni 1896 in Matsusaka (Präfektur Mie); gest. 28. Januar 1980) war ein japanischer Maler der Nihonga-Richtung während der Taishō-Zeit und der Shōwa-Zeit.

## Leben und Werk
Uda Tekison, geboren in Matsusaka, ging 1913 nach Kyōto, wo er ein Student von Kikuchi Hōbun (菊池 芳文; 1862–1918) wurde. 1917 machte er dann seinen Abschluss an der Städtischen Kunstschule (京都市立絵画専門学校, Kyōto shiritsu kaiga semmon gakkō), zusammen unter anderen mit Tokuoka Shinsen. Als Hōbun im folgenden Jahr starb, nahm Kikuchi Keigetsu, dessen adoptierter Nachfolger, ihn zur Weiterbildung auf.
Uda gewann auf der ersten Teiten-Ausstellung eine Auszeichnung für sein düsteres Bild des Freundenhauses Ichiriki „夜の一力“ (Yoru no Ichiriki) und stellte dort – dann auf der Shin-Bunten und nach 1945 auf der Nitten – weiterhin seine lyrischen, auf Kyōto bezogene Themen aus. – 1931 war er auf der „Ausstellung japanische Malerei“ in Berlin zu sehen.
1926 gewann sein Bild „淀の水車“ (Yodo no suisha, Wasserrad am Yodo-Fluss), heute im Besitz des Ōkura Shūkokan, eine größere Auszeichnung auf der 7. Teiten und erhielt im selben Jahr eine Auszeichnung der Kaiserlichen Akademie der Künste. 1929 kehrte er als Lehrbeauftragter an seine alma mater zurück und wurde dort 1936 Professor. In dieser Position war er an seiner, 1950 zur Universität (京都市立美術大学, Kyōto shiritsu bijutsu daigaku) aufgewerteten Schule bis zum Ruhestand 1954 tätig.
1958 stellten Uda und sein 1956 gegründetes Atelier „Hakushin-sha“ (白甲社) bemalte Schiebetüren (襖絵, Fusuma-e) für den Kaiserlichen Palast Kyōto her, 1961 wurde er Mitglied der Akademie der Künste. Ein weiteres bedeutendes Werk Udas ist „加茂川の夕立“ (Kamogawa no yūdachi: Abendlicher Regenschauer über dem Kamo-Fluss).